# سماق سمی
سماق سمی (نام علمی: Toxicodendron vernix) نام یک گونه از سرده زهردرخت‌ها است.